# Kofferraumwanne

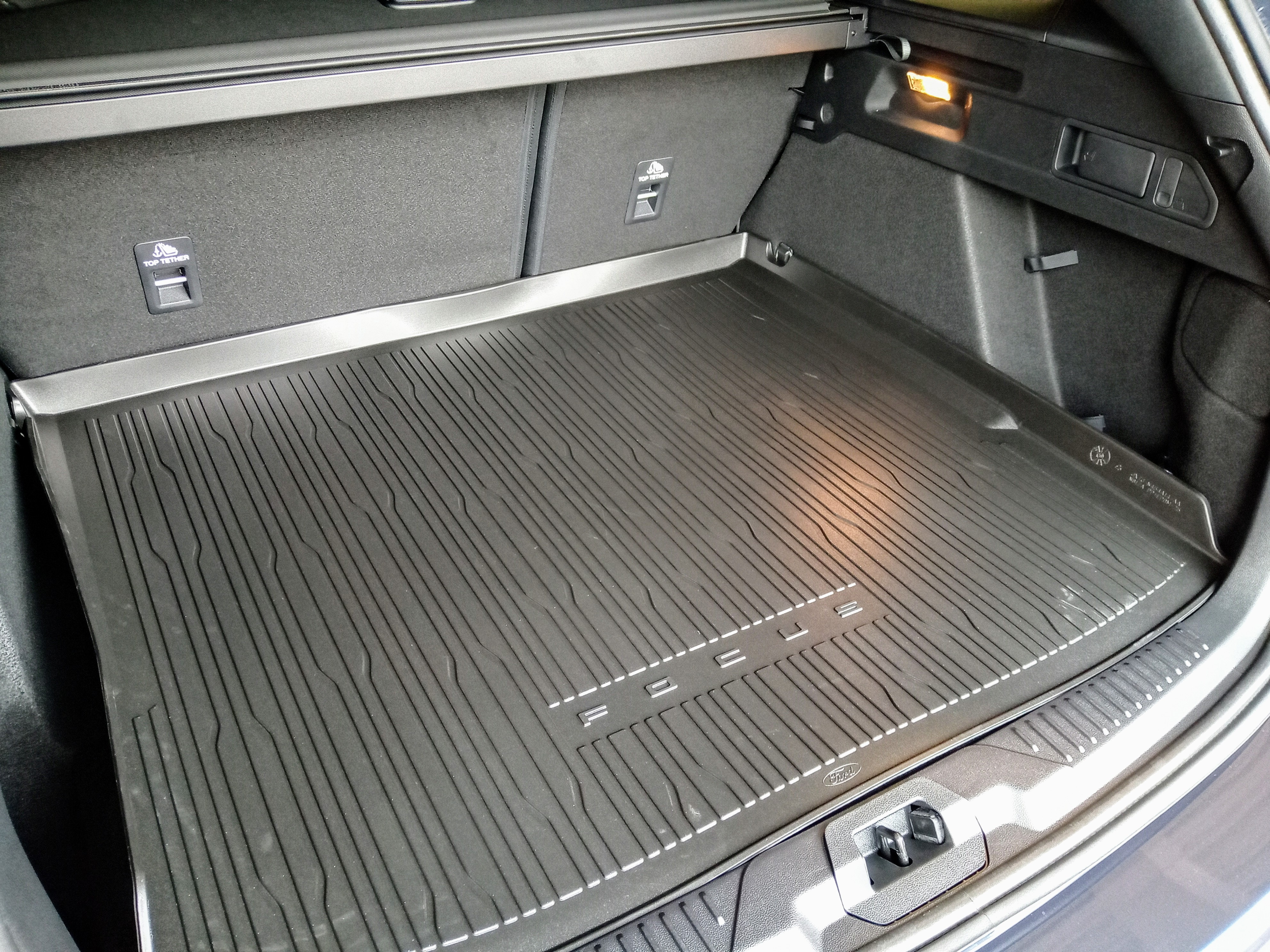
Eine Kofferraumwanne in einem Ford Focus Turnier

Eine Kofferraumwanne (auch Laderaumwanne, Kofferraumschale, fälschlicherweise auch Kofferraummatte genannt) ist ein schalenförmiger Schutz für den Kofferraum von Fahrzeugen, um ihn vor Beschädigung und Verschmutzung zu schützen. Dies trägt zu einem verminderten Reinigungs- und Pflegeaufwand und vor allem auch zum Werterhalt des Fahrzeugs bei. 
Der Unterschied einer Kofferraumwanne zu einer Kofferraummatte liegt in der Schalenform bzw. dem erhöhten umlaufenden Rand, der vor allem dazu gedacht ist, Flüssigkeiten oder Schmutz nicht auf den Kofferraumboden gelangen zu lassen. Im Gegensatz dazu ist eine Kofferraummatte  flach.
Es gibt Kofferraumwannen mit einem niedrigen Rand (meist etwa 5 cm hoch) und Kofferraumwannen mit einem hohen Rand. Sie können einen immer gleich hohen, umlaufenden Rand haben oder an der Ladekante abgeflacht sein. Kofferraumwannen werden meist aus Kunststoff, wie etwa Polyethylen (flexibel und dennoch stabil) oder Hartplastik hergestellt und sind deshalb in der Regel einfach zu reinigen. Oft findet man auch Kofferraumwannen mit einer integrierten Anti-Rutsch-Matte, die das Hin- und Herrutschen von Gegenständen auf der Wanne verhindert. 
Erhältlich sind Universal-Kofferraumwannen, die in unterschiedlichen Einheitsgrößen angefertigt werden und meist viereckig sind.
Daneben gibt es aber auch Kofferraumwannen, die die genaue Passform des Kofferraums des jeweiligen Fahrzeugs haben. Dadurch ist die bestmögliche Ausnutzung des Kofferraums und eine hohe Funktionalität gewährleistet. 
Kofferraumwannen sind zumeist in Anthrazit-Schwarz erhältlich, teilweise werden aber auch andere Farben angeboten. Kofferraumwannen werden industriell hergestellt.